# Caldes de Malavella
Caldes de Malavella település Spanyolországban, Girona tartományban. Caldes de Malavella Riudellots de la Selva, Sant Andreu Salou, Cassà de la Selva, Llagostera, Tossa de Mar, Vidreres, Sils és Vilobí d’Onyar községekkel határos. Lakosainak száma 8509 fő (2024).

## Népesség
A település népessége az elmúlt években az alábbi módon változott:
| Lakosok száma | 539  | 1954 | 2210 | 2524 | 2777 | 4925 | 6710 | 7130 | 7641 | 8509 |
|               | 1717 | 1887 | 1936 | 1960 | 1986 | 2004 | 2009 | 2014 | 2019 | 2024 |